# Pratiche fuori orario
Pratiche fuori orario (僕のセクシャルハラスメント?, Boku no sexual harassment) è un anime OAV in tre episodi, tratto da un romanzo erotico yaoi di Sakura Momo del 1993 (nel 1996 ne è stata pubblicata una continuazione).
Descrive l'ascesa professionale di un giovane che finisce per prostituirsi ai suoi superiori aziendali. Tutto l'OAV è fortemente intriso di scene di sesso gay molto esplicite ed è pertanto etichettato, anche in Italia (dov'è uscito in DVD), come VM18. Indicativa a tal proposito una scena in cui una pannocchia di mais ed una bottiglia di bourbon vengono utilizzati come dildo.

## Trama
La storia è tutta incentrata sulle azioni che il ragazzo protagonista intraprende al fine d'aiutare il suo mentore, oltre che diretto superiore alla società di computer in cui entrambi lavorano, a salire la scala sociale.
A causa della sua dolcezza di sguardo e flessuosa morbidezza di corpo il giovane dipendente riesce ad attirar facilmente l'attenzione di molte donne, ma anche di molti uomini, con cui si ritrova in compagnia. La prima persona ad esserne attratta è proprio il suo manager, Mr. Honma, con la quale Mochizuki continua ad intrattenere una relazione lungo tutto il corso degli eventi. 
Appena accortosi di questo segretario tanto carino, s'era immediatamente attivato in un'assidua opera di corteggiamento.
Le intenzioni di Honma sono certamente sincere, almeno all'inizio, ma poi si fanno via via sempre più subdole: da un lato l'uomo nutre dei sentimenti abbastanza profondi per il ragazzo, appare difatti evidente la sua gelosia, soprattutto per causa di Fujita, un altro impiegato che continua imperterrito a far la corte a Mochizuki (Honma cercherà in tutti i modi di tenerlo lontano dal giovane). D'altro lato però, inizia anche a fargli eseguire dei servizi speciali per altri dirigenti d'aziende alleate: cerca in definitiva di sfruttar la situazione per ottener vantaggi di carriera a spese di Mochizuka, che continua ad esser sfruttato sessualmente da tutti i vecchi imprenditori che lui continua a mandargli.
Honma è un uomo già di notevole successo, sposato e con figli, ma la moralità è una cosa che sembra essergli del tutto sconosciuta. Il sesso è per lui un'arma segreta che può risolversi in molto convenienti contratti finanziari. 
Mochizuki fin dall'inizio sembra esser ben predisposto ad andare a letto con i potenziali clienti della società, che gli vengono indirizzati da Honma; sapendo bene che per merito suo Honma otterrà certamente una promozione. La sua felicità tutta masochista lo ricompensa ampiamente delle umiliazioni che è costretto a subire ogni giorno da estranei, oltretutto brutti e grassi: è il perfetto uke.
Vi sono anche ogni tanto delle sequenze che mostrano i ricordi di Mochizuki riguardanti le sue primissime esperienze omosessuali: servono per mostrare lo sviluppo del personaggio da bambinetto innocente qual era ad adulto in carriera e senza peli sulla lingua qual è diventato ora.